# گورینا
گورینا (به صربی: Gorina) یک روستا در صربستان است که در لسکواس واقع شده‌است. گورینا ۷۳۲ نفر جمعیت دارد و ۳۶۰ متر بالاتر از سطح دریا واقع شده‌است.